# كهف كوبر
كهف كوبر عبارة عن سلسلة من تجاويف المدملكات الحاملة للأحافير. يقع الكهف تقريبًا بين المواقع المعروفة التي تحمل أسلاف الإنسان في جنوب إفريقيا في ستيركفونتين وكرومدراي وحوالي 40 كيلومترًا (25 ميلًا) شمال غرب جوهانسبرج، جنوب إفريقيا، وهو أحد المواقع التراثية الوطنية لجنوب إفريقيا.